# Abell 2142

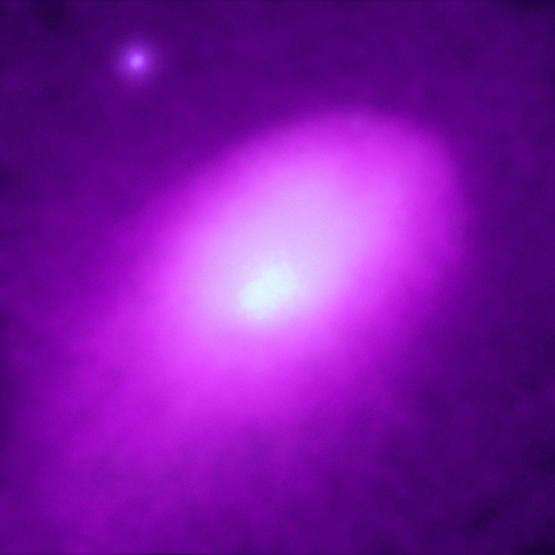
Abell 2142 im Röntgenlicht (aufgenommen vom Chandra-Teleskop)

Abell 2142 (kurz A2142) ist ein gewaltiger, röntgenheller Galaxienhaufen im Sternbild Corona Borealis. Er ist das Ergebnis einer gegenwärtig andauernden Verschmelzung zweier Galaxienhaufen. Der Galaxienhaufen erstreckt sich insgesamt über mehr als 6 Millionen Lichtjahre und enthält mehrere hundert Galaxien. Abell 2142 weist eine heliozentrische Rotverschiebung von ca. 0,090 auf. Dies entspricht einer Radialgeschwindigkeit von rund 27000 km/s, woraus sich eine Entfernung von über 1,2 Milliarden Lichtjahren (370 Mpc) ergibt. Der Haufen wird von zwei riesigen cD-Galaxien dominiert und wird daher im Klassifikationsschema von Rood und Sastry als Typ B (binär) eingeordnet. Die Radialgeschwindigkeiten der beiden zentralen Galaxien unterscheiden sich um den sehr großen Betrag von 1650 km/s, was als weiterer Hinweis gedeutet wird, dass tatsächlich ein Verschmelzungsprozess von Galaxienhaufen stattfindet. Die Bezeichnung Abell 2142 geht auf den Eintrag im Abell-Katalog zurück, ein Katalog von Galaxienhaufen.

## Röntgenstrahlenbild
Das Bild rechts oben wurde am 20. August 1999 von Chandras mit dem 0,3–10,0 keV Advanced CCD Imaging Spectrometer (ACIS) aufgenommen. Es zeigt einen Bereich von 7,5 × 7,2 Bogenminuten. Darauf ist die Kollision der zwei großen Galaxienhaufen erkennbar. Die helle Zentralregion ist mit ca. 50 Millionen Kelvin kühler als die umgebenden, langgezogene Wolken mit einer Temperatur von 70 Millionen Kelvin. All das bewegt sich in einer dünnen „Atmosphäre“ aus 100 Millionen Kelvin heißem Gas. Der helle Punkt oben links ist eine aktive Galaxie innerhalb des Haufens.

## Dynamik der Verschmelzung der Haufen
Abell 2142 hat einige Aufmerksamkeit auf sich gezogen, da er die Möglichkeit eröffnet, die Verschmelzung von Galaxien genauer zu untersuchen. Galaxienhaufen wachsen durch Anziehung von kleineren Gruppen und Haufen. Während der Verschmelzung erwärmt die kinetische Energie der kollidierenden Objekte das Gas zwischen den zusammentreffenden Haufen, was zu einem deutlichen Unterschied in der Gas-Temperatur führt. Diese Unterschiede enthalten Informationen über das Stadium, die Geometrie und Geschwindigkeit der Verschmelzung. Eine genaue Temperatur-Karte kann verschiedene Informationen über die Natur der zugrunde liegenden physikalischen Prozesse liefern. Frühere Untersuchungen (zum Beispiel durch ROSAT oder ASCA) verfügten nicht über die Fähigkeiten von Chandra und XMM-Newton und konnten die Region nicht im Detail abbilden.
Mit Chandra ist es gelungen, Schwankungen der Temperatur, Dichte und des Drucks mit hoher Auflösung zu messen. „Jetzt können wir beginnen, die Physik derartiger Verschmelzungsprozesse, die zu den energiereichsten Ereignissen im Universum gehören, zu verstehen“, sagte Maxim Markevitch vom Harvard-Smithsonian Center for Astrophysics, Leiter des internationalen Teams, das an der Analyse der Beobachtungen beteiligt ist. „Die Druck- und Dichte-Karten des Clusters zeigen eine scharfe Grenze, die nur im bewegten Umfeld einer Verschmelzung bestehen kann.“
Die in Abell 2142 beobachtete Röntgenstrahlen-Emissionen sind weitgehend glatt und symmetrisch, was darauf hindeutet, dass das Objekt das Resultat der Verschmelzung zweier Galaxienhaufen ist, die wir im Stadium mindestens 1–2 Milliarden Jahre nach der ersten Begegnung beobachten. Man würde die Beobachtung von ungleichmäßigen Röntgenstrahlen-Emissionen und klaren Stoßfronten erwarten, wenn ein früheres Stadium der Verschmelzung vorliegen würde. Markevitch et al. haben vorgeschlagen, dass die Zentralgalaxie (genannt G1) des massereicheren Haufens mit der ehemaligen Zentralgalaxie (G2) des weniger massereichen Haufens verschmolzen ist. Der relativ kühle Zentralbereich lässt vermuten, dass die Erwärmung der zentrale Kern nicht von der Erwärmung durch Stoßfronten in früheren Stadien der Verschmelzung war und diese stattdessen mit dem umgebenden Gas interagiert.